# Henri Berthelot
Henri Mathias Berthelot (Feurs, 7 dicembre 1861 – Parigi, 28 gennaio 1931) è stato un generale francese, considerato uno degli estensori del Piano XVII e, insieme a Ferdinand Foch, propugnatore del concetto di attacco ad oltranza. Dopo lo scoppio della prima guerra mondiale ricoprì l'incarico di capo ufficio operazioni del Gran Quartier Generale francese durante la battaglia delle Frontiere e in quella della Marna. Al termine di quest'ultima fu sostituito nell'incarico dal Capo di stato maggiore dell'esercito Joseph Joffre e trasferito al comando del V Gruppo divisioni della riserva, passando poi a quello della 53ª Divisione di fanteria, e quindi del XXXII Corpo d'armata con cui prese parte alla battaglia di Verdun. Nell'ottobre 1916 fu mandato in Romania al fine di aiutare il locale esercito a difendersi dall'offensiva austro-tedesca, riuscendo a resistere fino alla firma dell'dell'armistizio di Focşani il 9 dicembre 1917. Rientrato in Francia divenne comandante della Ve Armée partecipando alla seconda battaglia della Marna e della terza battaglia dell'Aisne. Ritornato in Romania nel novembre 1918 fu nominato comandante dell'Armée du Danube distinguendosi durante la guerra romeno-ungherese del 1919. Nominato membro del Conseil supérieur de la guerre fu tra i fautori della decisione di costruire la linea Maginot.

## Biografia
Nacque a Feurs il 7 dicembre 1861, figlio di un capitano della gendarmeria. Brillante studente presso il Liceo Imperiale di Lione, dove si diplomò nel 1879, dopo aver superato il concorso iniziò a frequentare l'École spéciale militaire de Saint-Cyr nel 1881, Promotion d'Egypte. Uscitone con il grado di sottotenente fu mandato in Algeria, assegnato al 1º Reggimento Zuavi di stanza a Koléas. Il suo superiore lo descrive come un "ufficiale dal promettente futuro". Rimase in Algeria fino alla metà del gennaio 1885, trasferito quindi in Indocina, dove ebbe il suo battesimo del fuoco e fu promosso tenente nel 1886. Il generale Warnet, comandante militare del Tonchino e dell'Annam, trovò che possedeva una grande abilità nel suo lavoro, tanto che nel luglio 1887 fu nominato Cavaliere dell'Ordine del Dragone di Annam. Ma pochi giorni dopo, a seguito di una febbre, fu rimpatriato in Francia. 
Una volta in Patria si unì al 96º Reggimento fanteria a Gap, ma l'anno successivo iniziò a frequentare i corsi della scuola di guerra. Nel 1891 ricevette il brevetto di ufficiale di stato maggiore e fu promosso capitano. Dopo il servizio obbligatorio presso lo stato maggiore fu mandato in Austria al fine di migliorare la padronanza della lingua tedesca. Ritornato in Francia trascorse i successivi dodici anni della sua carriera sotto la protezione del generale Joseph Brugère, di cui fu ufficiale d'ordinanza quando quest'ultimo ebbe il comando del 132º Reggimento fanteria a Reims e poi dell'VIII Corpo d'armata a Bourges. Dopo essersi unito al II Corpo d'armata ad Amiens, nel dicembre 1897 fu ritrasferito al 132º Reggimento fanteria a Reims e poi al 115º Reggimento fanteria nel luglio 1899.
Quando Brugère fu nominato governatore militare di Parigi ritornò ai suoi ordini, e supervisionò l'organizzazione del padiglione dell'esercito durante l'Esposizione Universale del 1900. Continuò a lavorare con Brugère anche quando quest'ultimo fu nominato vicepresidente del Supreme conseil de la guerre. Nel novembre 1900 fu nominato comandante di battaglione e, nel 1901, come ufficiale dell'ordine di Brugère, accompagnò lo Zar Nicola II in visit a Reims. Nel 1902 fu insignito della Croce di Cavaliere della Legion d'onore. 
Nel 1903 fu nominato comandante del 20º Battaglione cacciatori a piedi di stanza a Baccarat, ma nel gennaio 1906 il generale Brugère gli chiese di ritornare suo ufficiale d'ordinanza e nel dicembre dello stesso anno fu assegnato al 2° ufficio presso la Direzione della fanteria. Promosso tenente colonnello nel marzo dell'anno seguente, nell'ottobre successivo fu nominato segretario del comitato tecnico dello stato maggiore. Promosso colonnello nel 1910, l'anno dopo assunse il comandò il 44º Reggimento fanteria. Per i successivi due anni e mezzo trascorse il suo tempo dividendosi tra il comando del reggimento e Parigi, dove lavorò con il generale Joseph Joffre, capo di stato maggiore dell'esercito. Nell'agosto del 1913 accompagnò Joffre in Russia, e nel dicembre successivo fu promosso generale di brigata. Entrò nello stato maggiore dell'esercito nel gennaio 1914, dove fu uno del propugnatori dell'adozione del Piano XVII, che doveva mobilitare e concentrare l'esercito francese in caso di guerra con l'Impero tedesco. In quell'anno divenne primo sottosegretario, di Joffre e capo del primo (Intelligence) e terzo (operazioni) Bureau.

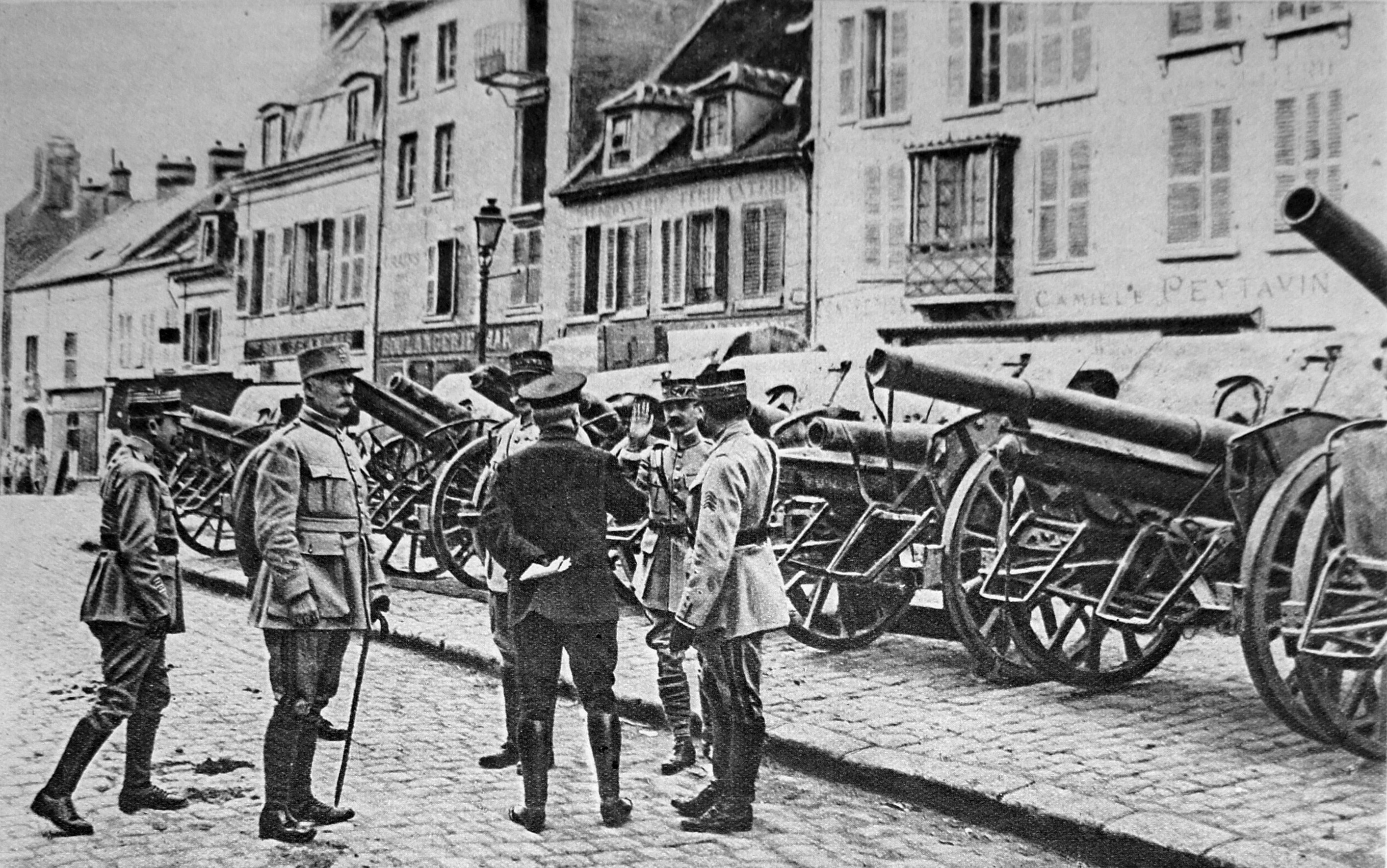
Il Presidente della Repubblica Poincaré e i generali Gouraud e Berthelot esaminano alcuni pezzi d'artiglieria catturati al nemico a Villers-Cotterêts, nel corso del 1915.

Dopo lo scoppio della prima guerra mondiale diresse le operazioni militari per i primi tre mesi di conflitto, e fu uno dei propugnatori, insieme a Foch, del concetto di offensiva ad oltranza. Non previde la possibilità che i tedeschi attaccassero la Francia passando per il Belgio, nonostante gli indizi già evidenti prima dello scoppio delle ostilità, quando nel mese di luglio lo stato maggiore tedesco aveva richiamato in servizio i riservisti. L'attacco, in base al Piano Schlieffen, fu scatenato il 4 agosto e lo stato maggiore francese non si rese conto del pericolo fino al giorno 14, quando era troppo tardi per aiutare efficacemente  l'esercito belga a fermare l'avanzata nemica. Fu tra i principali organizzatori della resistenza dell'esercito francese nel corso della prima battaglia della Marna (2-14 settembre).
Caduto in disgrazia fu sostituito a capo delle operazioni direttamente da Joffre, e promosso generale di divisione nel mese di dicembre, fu dapprima posto a capo del V Gruppo divisioni della riserva a Soissons, e poi trasferito al comando della 53ª Divisione di fanteria, XXXIII Corpo d'armata, in forza alla VIe Armée del generale Maunoury. Alle testa della sua unità tra l'8 e l'11 gennaio 1915 lanciò un attacco contro la Collina 132 a ovest di Crouy, nelle vicinanze di Soissons, che portò alla conquista della posizione. I tedeschi contrattaccarono pesantemente causando gravissime perdite, pari al 40% degli effettivi impiegati dai francesi e riconquistarono la posizione.
Dal 3 agosto 1915 al 19 settembre 1916 fu al comandò il XXXII Corpo d'Armata o "Gruppo Berthelot", operante nel cuore della fornace di Verdun. Nel marzo 1916 dovette difendere e poi riprendere il Mort-Homme e la Quota 304. Il suo ottimismo e la sua preoccupazione per le condizioni materiali dei soldati ai suoi ordini gli permisero di ottenere dapprima la fiducia delle sue truppe e poi il successo sul terreno. Il XXXII Corpo d'armata lasciò la zona di operazioni di Verdun nel mese di giugno. 
Il 14 ottobre dello stesso anno fu nominato comandante della missione militare francese in Romania, nota come "Missione Berthelot", formata da circa 2.000 tra ufficiali e sottufficiali. Riorganizzò l'esercito rumeno, pesantemente sconfitto dai tedeschi, resistendo con grande difficoltà in Moldavia tra il gennaio e il giugno 1917. Lo scoppio della rivoluzione d'ottobre in Russia portò questo paese fuori dal conflitto, e così avvenne anche per la Romania, cosa sancita ufficialmente con la firma dell'armistizio di Focşani il 9 dicembre 1917. 

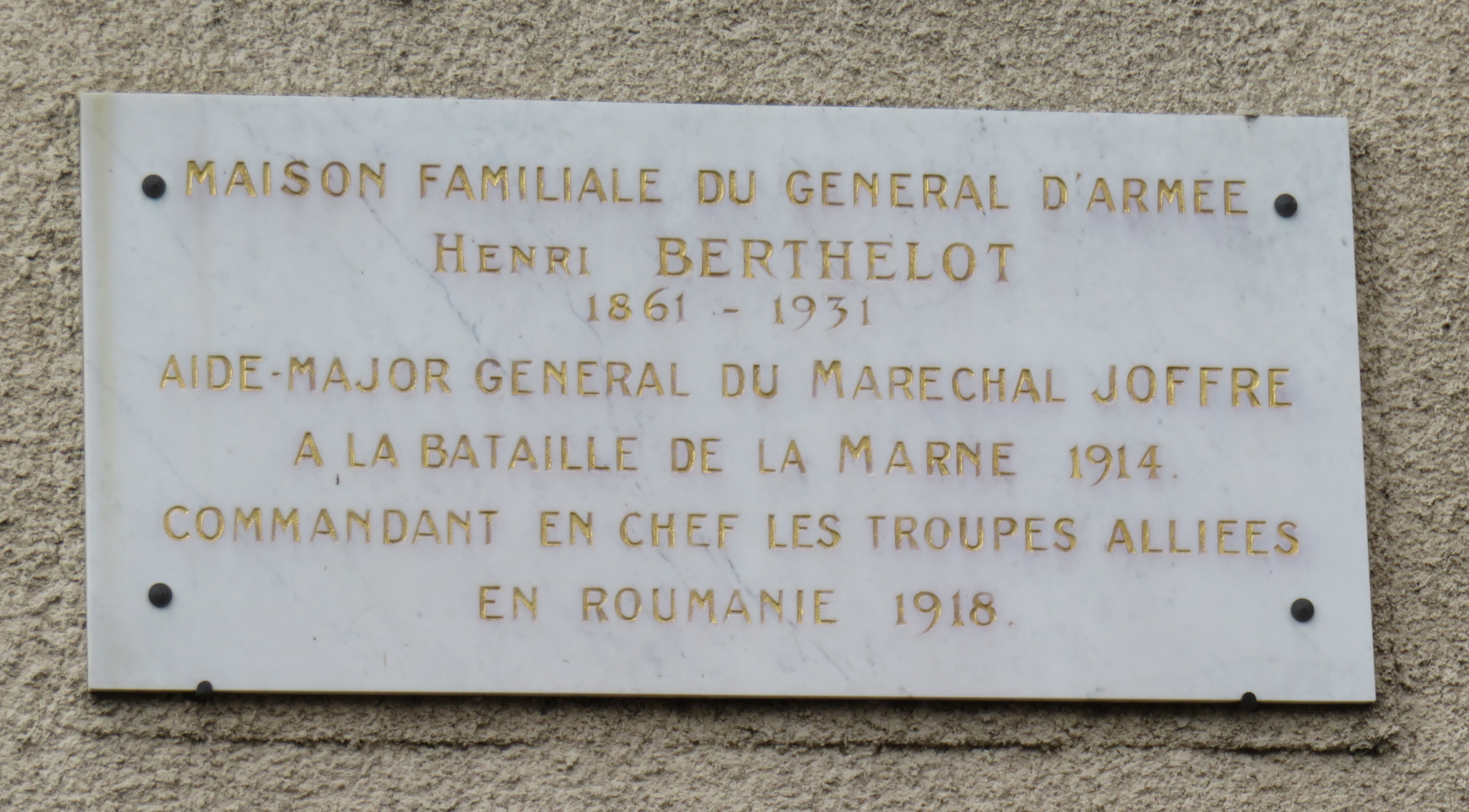
Targa commemorativa posta sulla casa di famiglia del generale a Nervieux.

Dopo il suo ritorno in Francia, nel giugno 1918 fu inviato in missione negli Stati Uniti d'America, e il 5 luglio il generale Ferdinand Foch gli affidò il comando della V Armée.  Al comando dell'armata prese parte alla seconda battaglia della Marna (15-18 luglio) e terza battaglia dell'Aisne (18 luglio-6 agosto). dove ignorò il concetto di difesa elastica del nuovo capo di stato maggiore dell'esercito generale Philippe Pétain, subendo gravi perdite.  Nel mese di settembre sfondò la linea del fronte due volte, dapprima vicino a Reims andando all'inseguimento dei tedeschi in ritirata verso la linea Hindenburg e poi il 30 dello stesso mese quando attraversò la Vesle vicino a Jonchery. Il 7 ottobre l'alleanza degli Imperi centrali crollò e le truppe tedesche si ritirarono dalla Romania, che prese le nuovamente le armi il 10 novembre, e fu rimandato in missione in quel paese posto al comando dell'Armata del Danubio in vista di un'offensiva alleata al fine di contenere la pressione rivoluzionaria in Bessarabia e in Ungheria. Al comando di contingenti rumeni e francesi aiutò a impedire alla repubblica sovietica di Odessa di entrare in Moldavia (1918)  e sconfisse gli ungheresi bolscevichi durante la guerra romeno-ungherese del 1919. 
Dal 1919 al 1922 fu comandante delle forze armate francesi di stanza in Lorena e governatore militare di Metz, e dal 1920 al 1926 membro  del Conseil supérieur de la guerre, dove fu tra i fautori della decisione di costruire la linea Maginot.
Dal 1923 al 1926, data del suo ritiro dal servizio, fu governatore militare di Strasburgo. Si spense a Parigi il gennaio 1931, all'età di 69 anni, e il suo corpo fu sepolto a Nervieux, nella sua regione natale del Forez. Un villaggio della Romania fu intitolato con il suo nome.

### Il villaggio "Generale Berthelot"
Nel 1923, in segno di riconoscimento del contributo dato dall'esercito francese alla liberazione della Romania, egli riceve dal re Ferdinando I e dalla regina Maria una proprietà confiscata alla famiglia di aristocratici austro-ungarici Nocpsa, situato nel villaggio transilvaniano di Fărcădin, nonché una palma di riconoscimento conservata nella chiesa del villaggio. L'atto di cessione comprendeva un maniero e 70 ettari di terreni agricoli, un frutteto e una foresta, i cui introiti annuali erano destinati, secondo il desiderio del generale, all'Accademia militare rumena di Bucarest per finanziare le borse di studio destinato a giovani studenti rumeni che si recavano a perfezionanrsi presso l'Accademia militare francese di Nancy. Inoltre fu fatto membro onorario dell'Accademia di Romania.
Durante il corso della sua vita, il consiglio comunale di Fărcădin ribattezzò il comune General Berthelot. Nel 1965, durante la dittatura comunista, il suo nome fu cambiato in Unirea ("L'Unione") e la villa del generale fu trasformata in un magazzino agricolo e saccheggiata. Dopo la caduta del presidente comunista Ceauşescu, un locale referendum tenutosi nel 2001 ha sancito il ritorno al nome "Generale Berthelot ".
Molte scuole o strade pubbliche portano il nome di Berthelot in Romania. In occasione della Giornata nazionale rumena, il 1º dicembre, il Consolato Generale della Repubblica di Romania a Strasburgo pone una corona davanti al busto del generale Berthelot, situato in rue de Boston, di fronte al Parco della Cittadella.

## Onorificenze

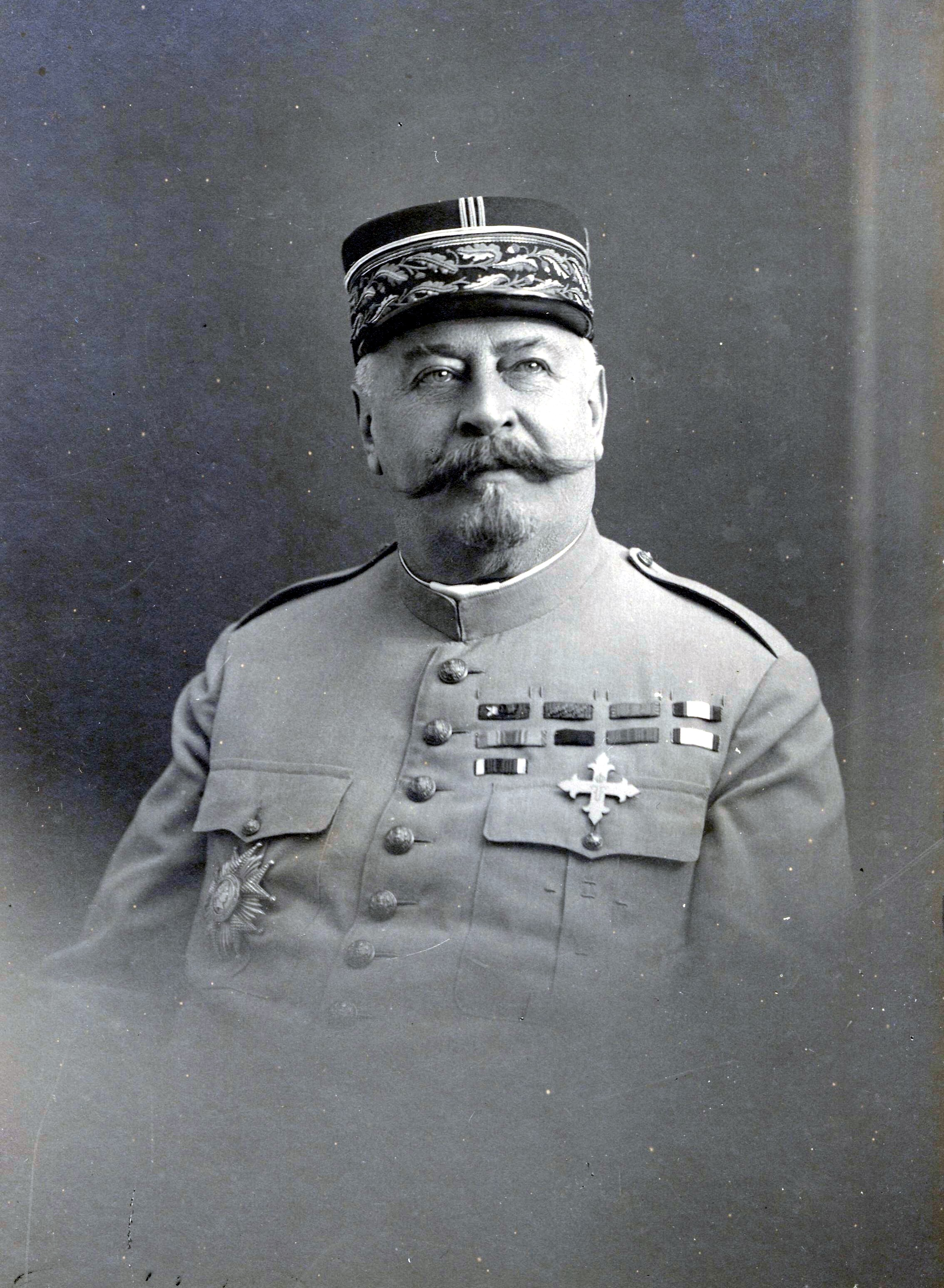
Il generale Berthelot in una foto del 1922, quando era Governatore militare di Metz.

## Galleria d'immagini

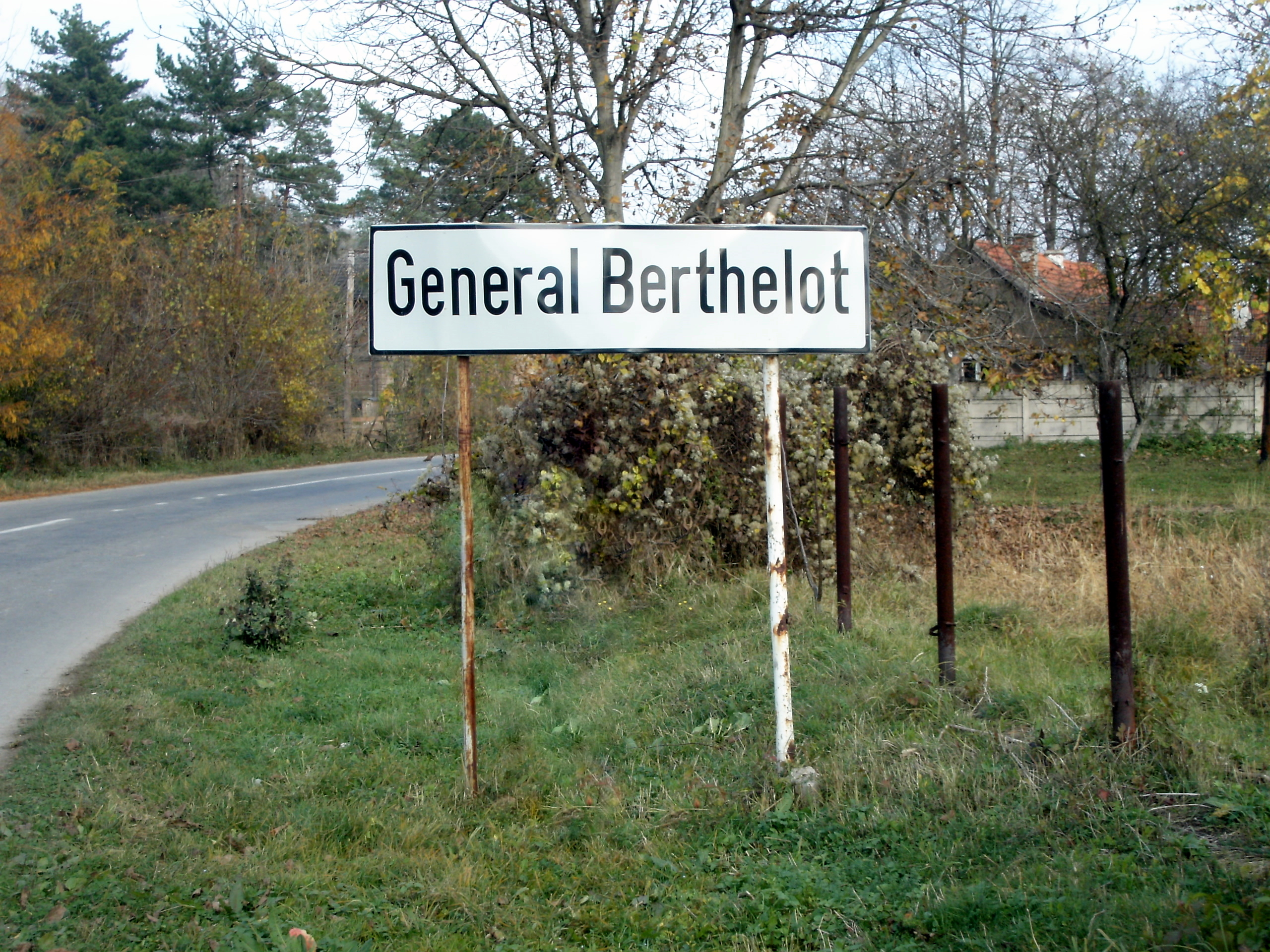
L'entrata del villaggio General Berthelot in Romania.
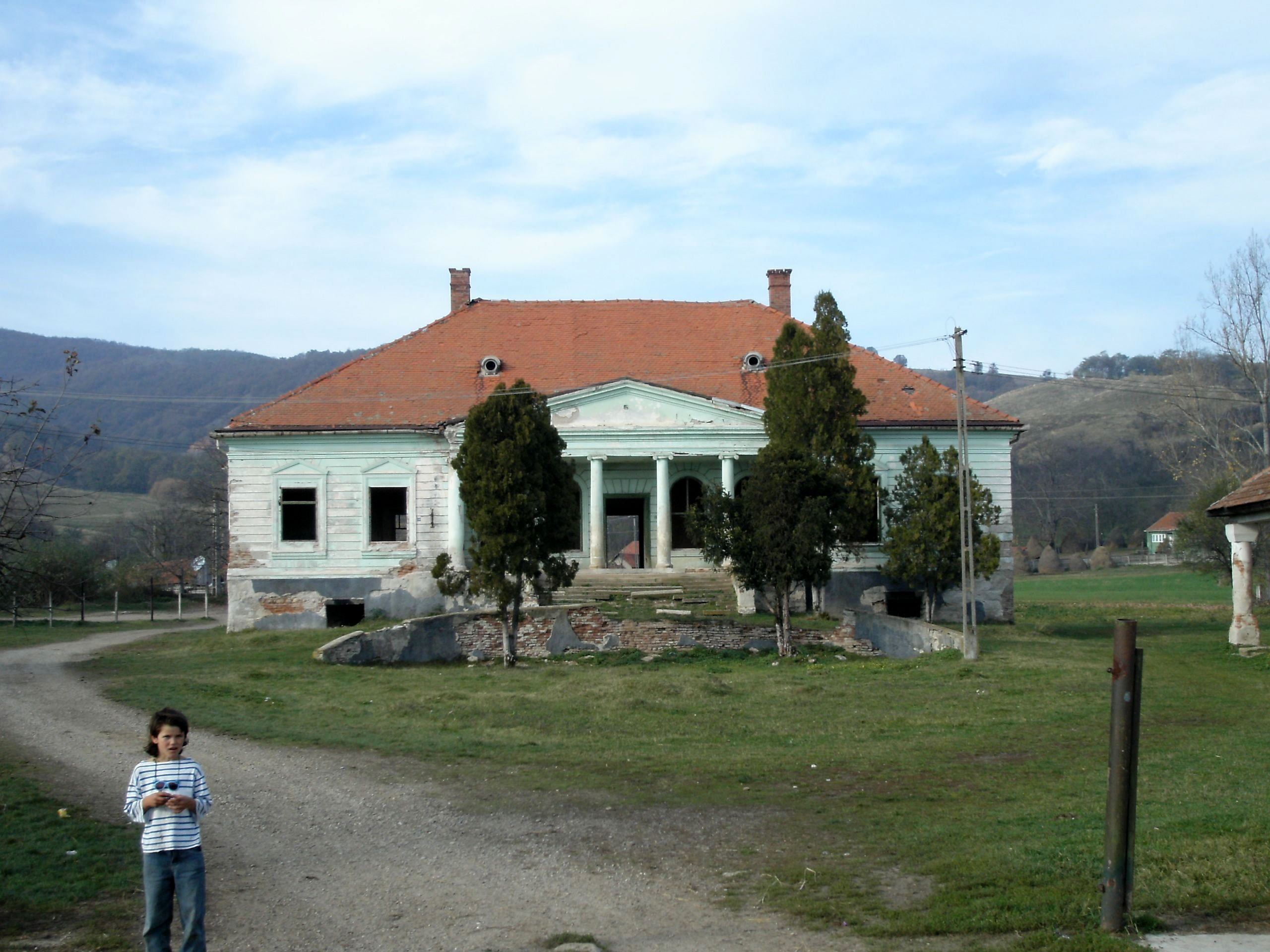
La villa del generale Berthelot in stato di abbandono, fotografata nel 2004.
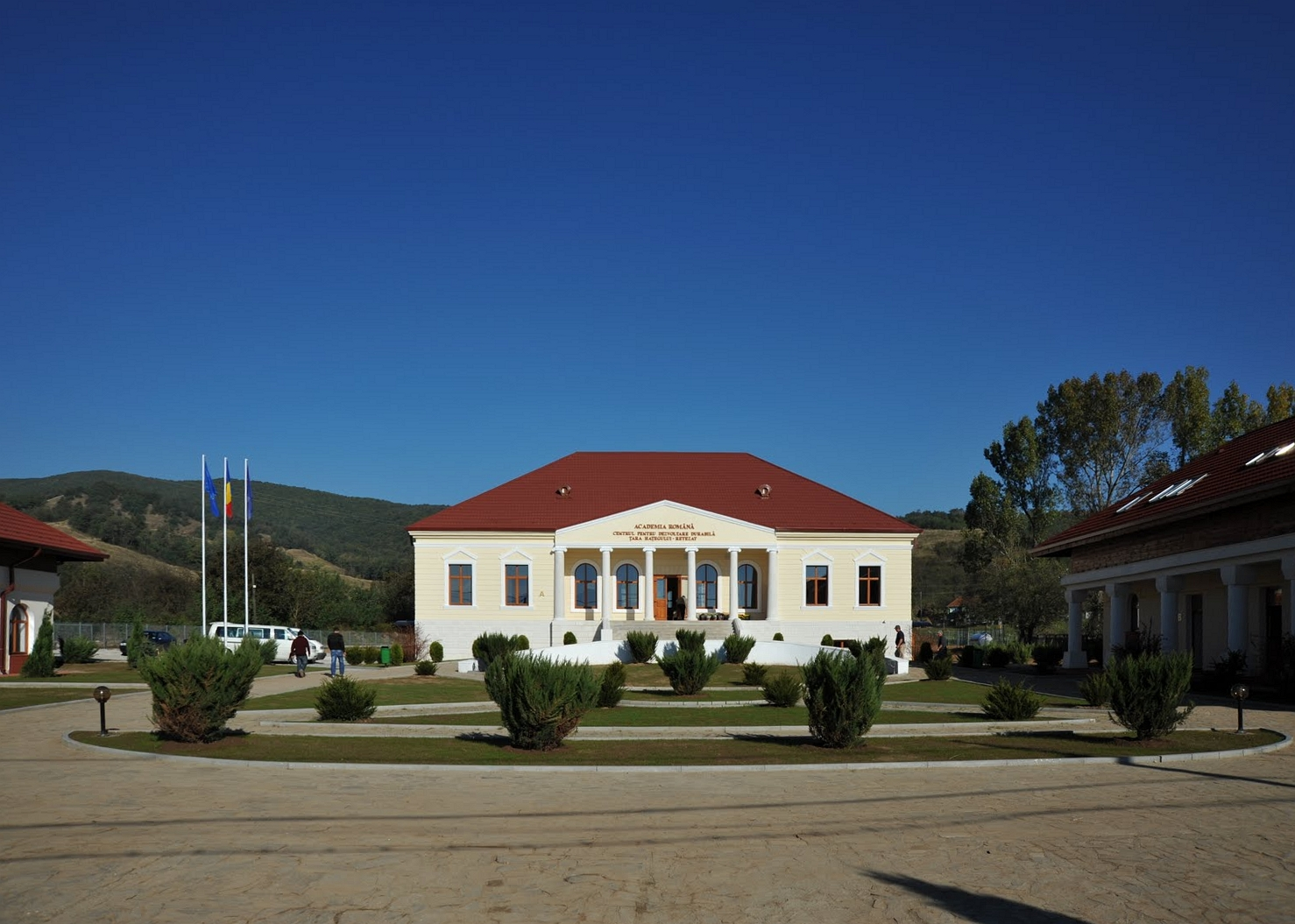
La stessa villa restaurata fotografata nel 2010.
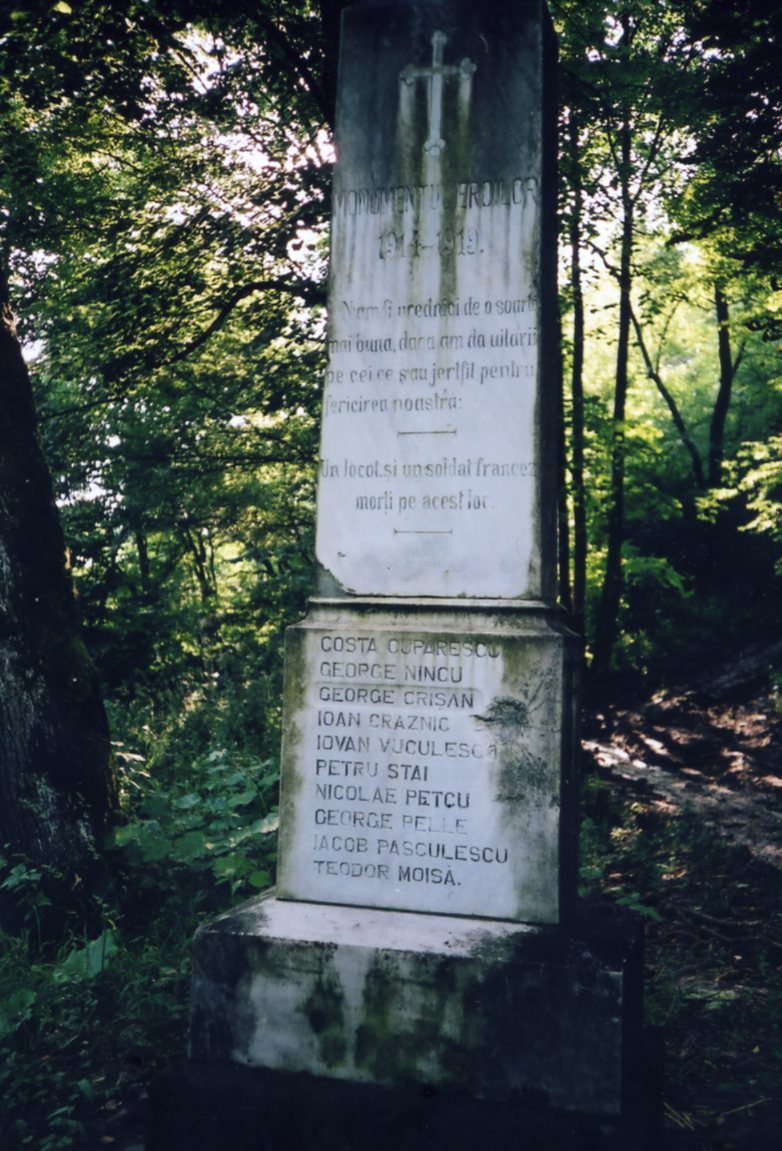
Un monumento ai caduti dell'armata Berthelot (1919) che si trova nel comune di Lipova.
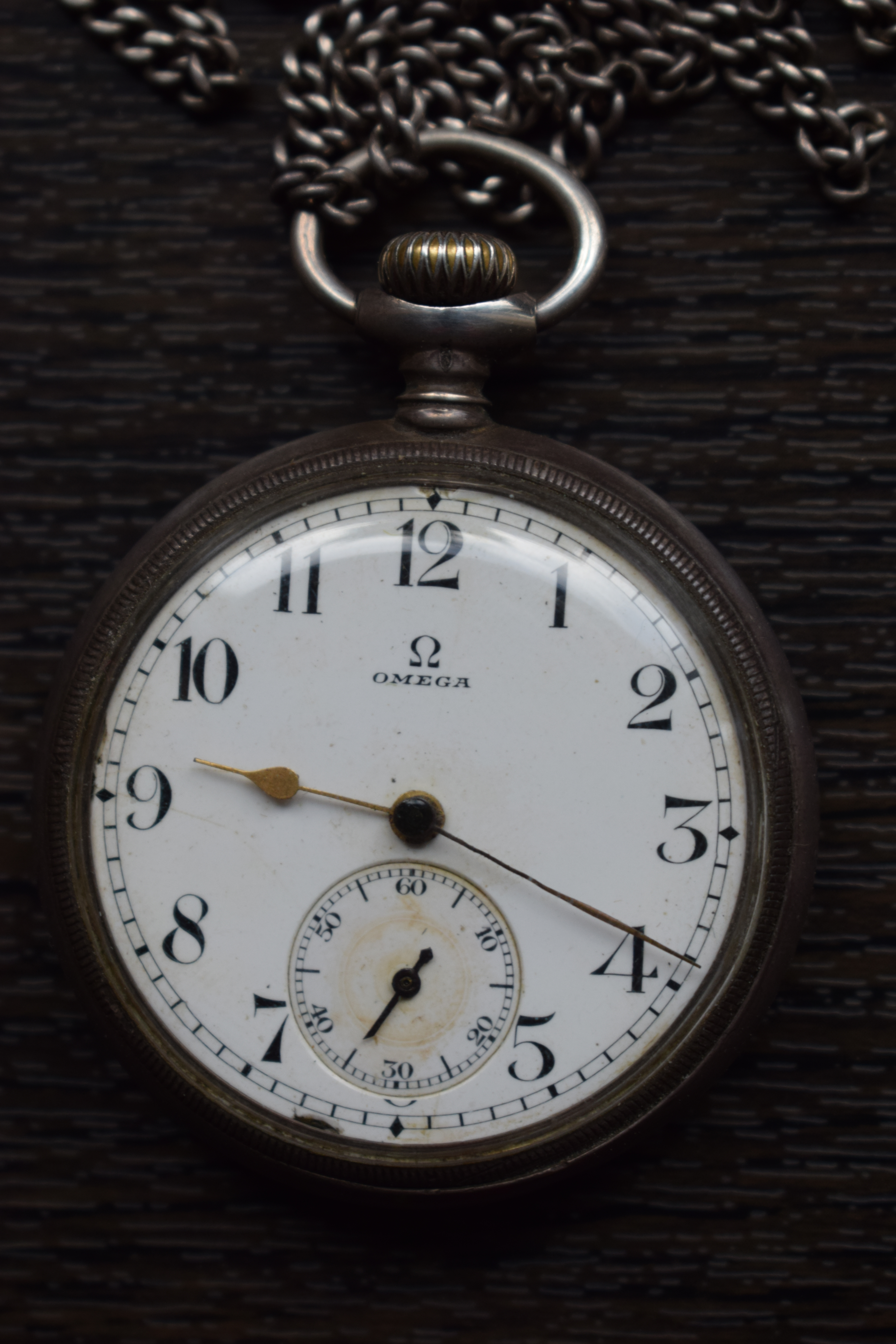
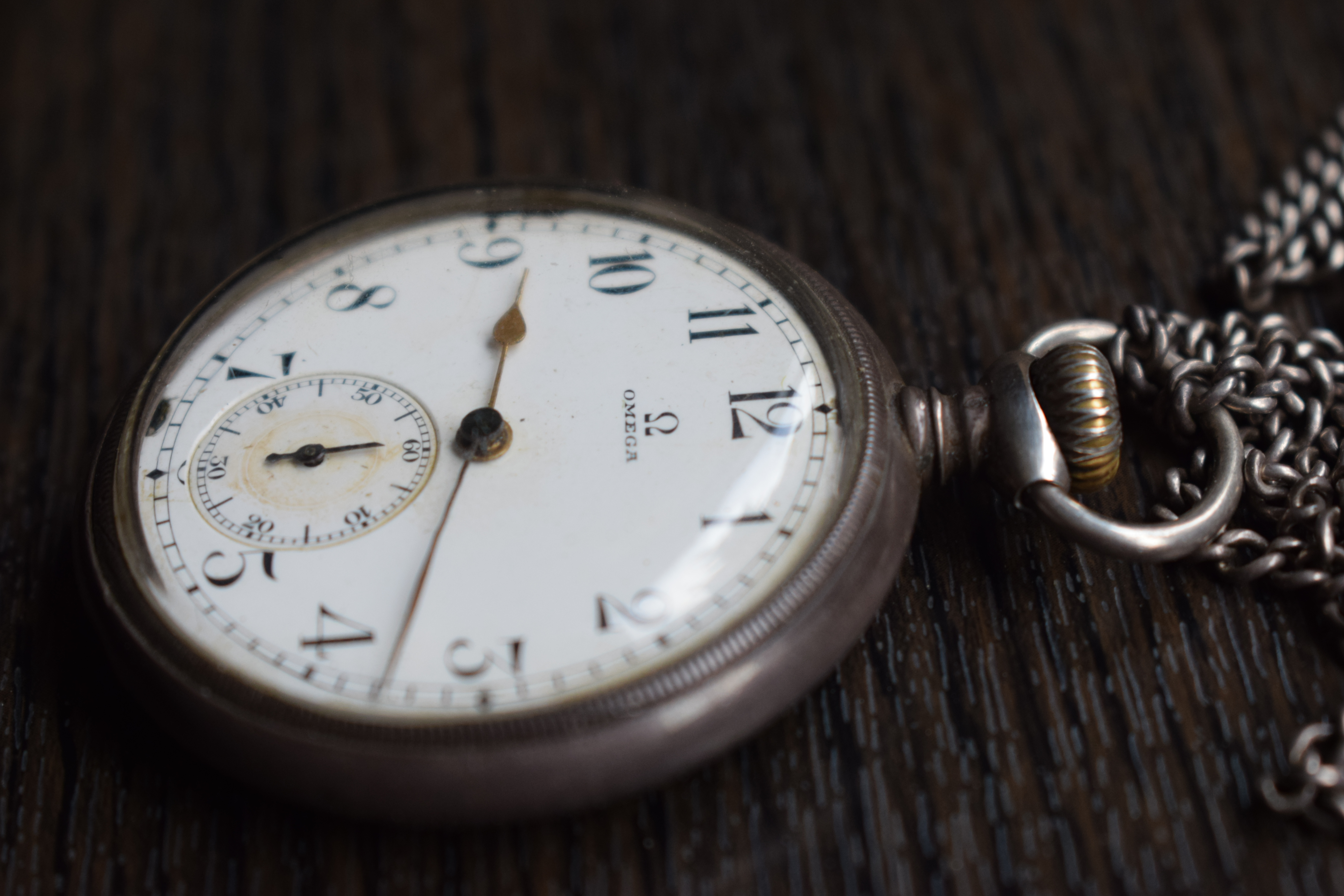
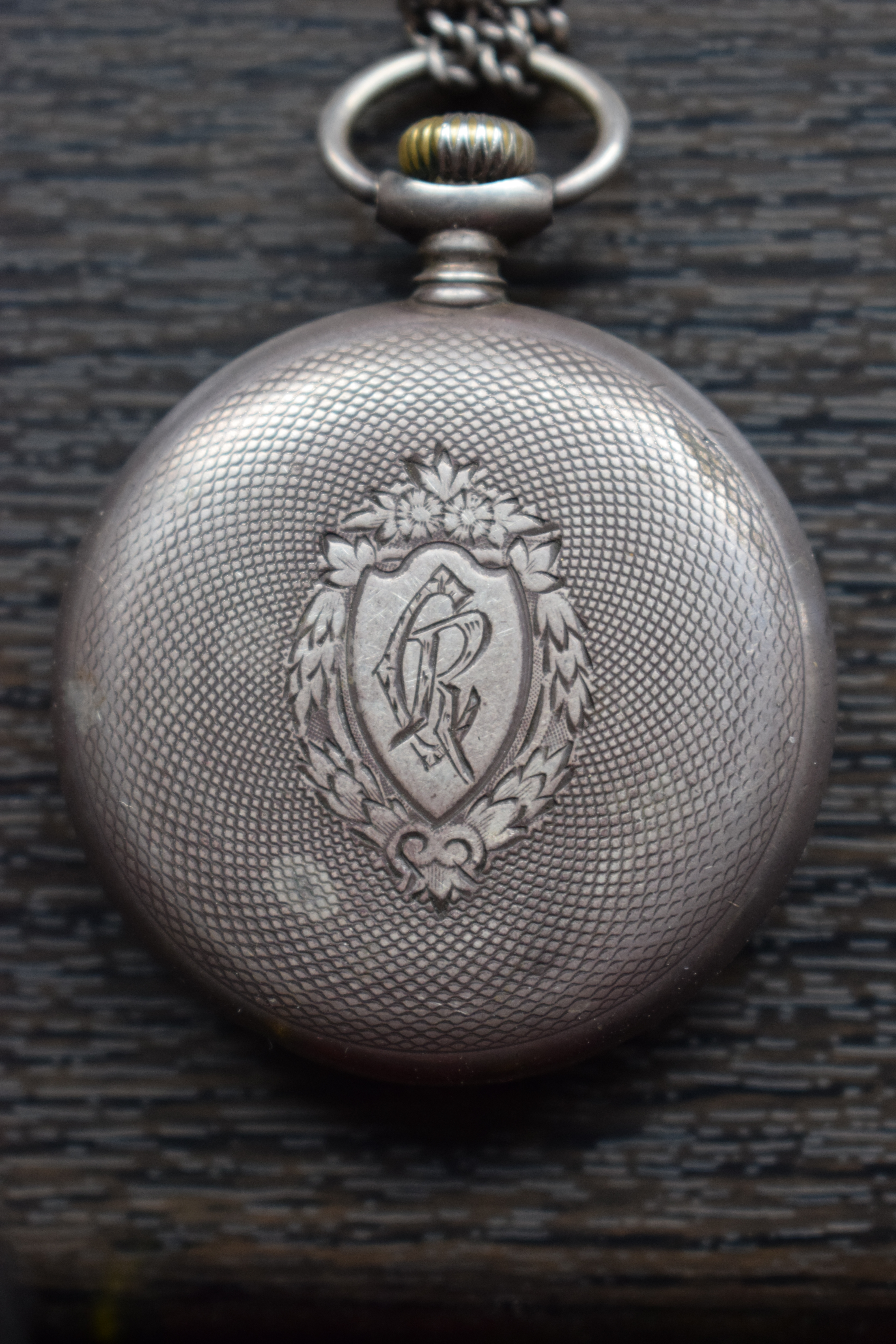
L'orologio da taschino Omega in argento donato dal generale Berthelot au Padre Constantin I. Roșescu, un prete ortodosso rumeno e insegnante a Iași, che divenne suo amico nel corso della campagna di Romania durante la prima guerra mondiale. Sulla placca posteriore vi è incisa la sigla "CR", cioè le iniziali di Roșescu. Padre Roșescu prestò servizio nell'esercito rumeno come cappellano militare nel corso della prima guerra mondiale, partecipando a numerose battaglie.

## Pubblicazioni
- General Henri Berthelot and Romania: Mémoires et correspondance 1916-1919, con introduzione di Glenn E. Torrey, Columbia University Press, New York, 1987.
- La Roumanie dans la Grande Guerre et l'effondrement de l'Armée russe: édition critique des rapports du général Berthelot, chef de la Mission militaire française en Roumanie, 1916-1918, con Jean-Noël Grandhomme, Michel Roucaud, Thierry Sarmant, Harmattan, Paris, 2000.
- Vous me le rendrez à Bucarest!...": la mission roumaine du Général Berthelot (1916-1919), con Francis B. d'Azay, Éditions Pétra, Paris, 2018.
- Souvenirs de la grande guerre: notes extraites de mon Journal de Guerre, con prefazione di Jean-Noël Grandhomme, Ed. des Paraiges, Metz, 2018.

### Annotazioni
1. ↑  Si classificò al quarto posto su 342 allievi.
2. ↑  Fu membro del comitato di revisione del servizio militare nelle forze armate.
3. ↑  Secondo la biografia del generale Charles Lanrezac scritta da F. Engerand nel 1926, quando era deputato del Calvados, il GQG francese non si rese pienamente conto del pericolo fino al 14 agosto 1914.

### Fonti
1. 1 2 3 4 5 6 7 8 9 10 11 12 13 14 15 16 17 18  Tucker 2014, p. 249.
2. 1 2 3 4 5 6 7 8 9 10 11 12 13 14  Firstworldwar.
3. ↑  Greenhalgh 2014, p. 437.
4. 1 2 3  Greenhalgh 2014, p. 81.
5. 1 2  Greenhalgh 2014, p. 160.
6. 1 2 3  Tucker 2014, p. 1349.
7. ↑  Greenhalgh 2014, p. 313.
8. ↑  Tucker 2014, p. 1036.
9. ↑  Tucker 2014, p. 55.
10. 1 2  Greenhalgh 2014, pp. 347-348.
11. 1 2 3  Tucker 2014, p. 250.
12. ↑  Article du Journal amusant du 18 août 1923.
13. ↑  Article de l'Ouest-Éclair du 3 octobre 1923.